# 清水が丘 (東京都府中市)
清水が丘（しみずがおか）は、東京都府中市の町域。
現行行政地名は清水が丘一丁目から清水が丘三丁目。郵便番号は183-0015。

## 地理
府中市の中央東側に位置する。
東から時計回りで、府中市白糸台、府中市小柳町、府中市是政、府中市日吉町、府中市八幡町、府中市緑町、府中市若松町、に隣接する。

## 小・中学校の学区
市立小・中学校に通う場合、学区は以下の通りとなる。
2025年4月現在
| 丁目   | 番地                                                 | 小学校     |
| ------ | ---------------------------------------------------- | ---------- |
| 一丁目 | 8(の1〜8 41.43 54〜63) 13(の1.4.5.9 10.13.19〜23) 20 | 若松小学校 |
| 一丁目 | 上記一丁目記載以外の番地                             | 第八小学校 |
| 二丁目 | 全域                                                 | 第八小学校 |
| 三丁目 | 下記三丁目記載以外の番地                             | 第八小学校 |
| 三丁目 | 1.2 14〜25                                           | 第四小学校 |

| 丁目   | 番地                                                 | 中学校     |
| ------ | ---------------------------------------------------- | ---------- |
| 一丁目 | 8(の1〜8 41.43 54〜63) 13(の1.4.5.9 10.13.19〜23) 20 | 浅間中学校 |
| 一丁目 | 上記一丁目記載以外の番地                             | 第九中学校 |
| 二丁目 | 全域                                                 | 第九中学校 |
| 三丁目 | 全域                                                 | 第九中学校 |

## 交通

### 鉄道

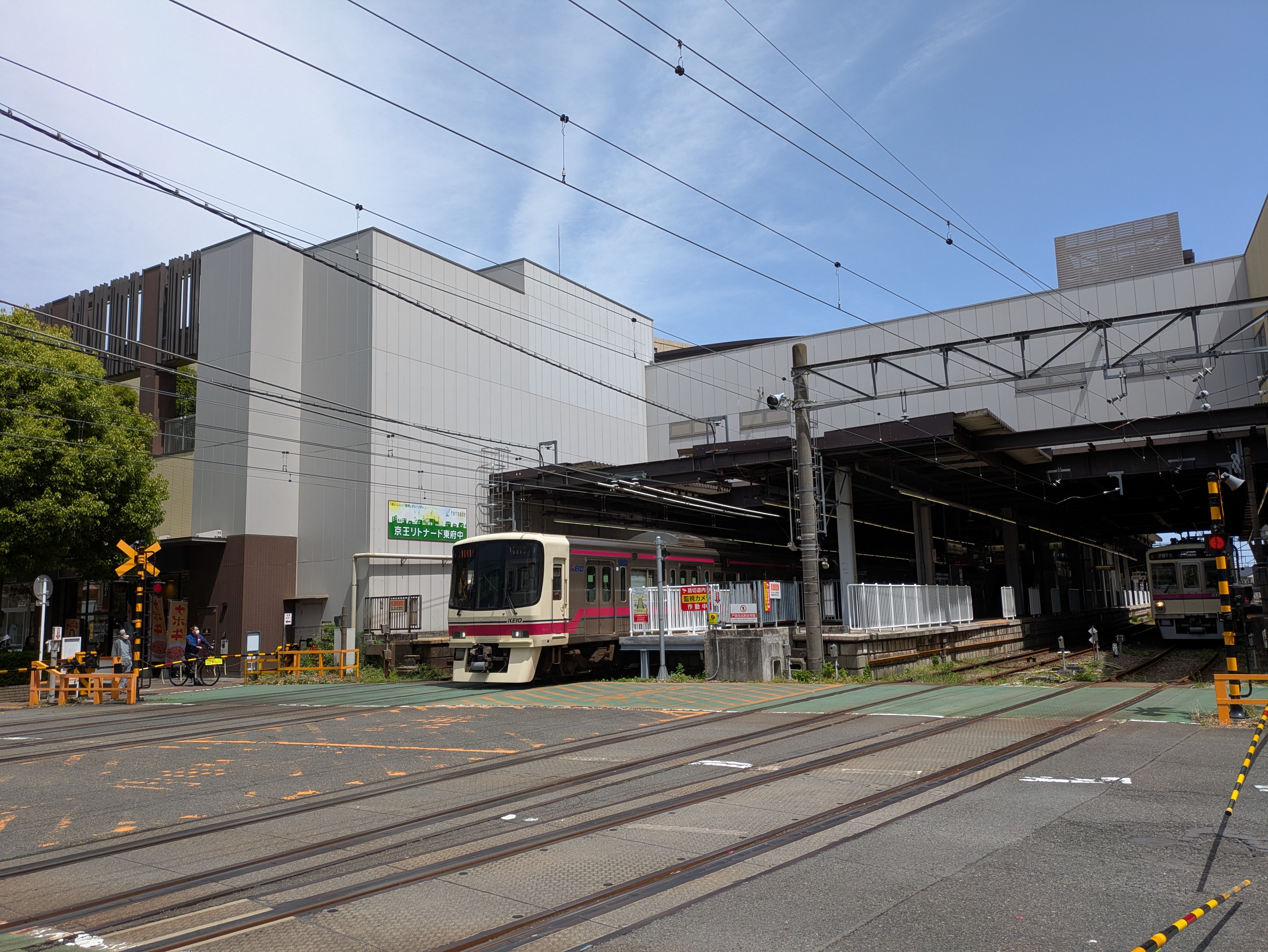
府中市 東府中駅

| 街区内に設置されている駅                                         |
| ---------------------------------------------------------------- |
| 京王線 - 多磨霊園駅(KO 22) 京王線 京王競馬場線 - 東府中駅(KO 23) |

### バス
- 京王電鉄バス府中営業所
- 府中市コミュニティバスちゅうバス

以上が街区内の路線を運行している

### 道路
- 旧甲州街道
- 新小金井街道（東京都道248号府中小平線）
- 品川街道

## 施設

### 清水が丘一丁目
- 東府中駅

### 清水が丘三丁目
- 多磨霊園駅